# João de Faro
João de Faro, O.F.M. (Faro, 20 de janeiro de 1676 - Cacheu, 21 de julho de 1741) foi um frei franciscano e prelado português da Igreja Católica, que serviu como bispo de Santiago de Cabo Verde.

## Biografia
Nascido em Faro, no Algarve, era filho de Manuel Gomes Peitinho e de sua mulher, Maria Rodrigues. Em 6 de agosto de 1694, com então 18 anos, recebeu o hábito seráfico na Província da Piedade.
Foi ordenado padre em 16 de julho de 1701. Foi insígne poeta latino e vulgar, além de fluente nas línguas italiana e francesa, tido como dos grandes letrados da sua Província, a cujos assistentes instruiu e governou com suma prudência e afabilidade quando foi Guardião dos Conventos de Santo António de Loulé, Tavira e Beja, além de Secretário da Província.
Em 16 de julho de 1738 foi proposto pelo rei D. João V para bispo de Santiago de Cabo Verde e teve seu nome aprovado pela Santa Sé em 3 de setembro de 1738. Foi consagrado em 5 de outubro, na Sé de Lisboa, pelo cardeal-patriarca D. Tomás de Almeida, coadjuvado por D. António Pais Godinho, S.J., bispo emérito de Nanquim e por D. Manuel de Jesus Maria José, O.F.M., bispo de Nanquim.
Partiu para Cabo Verde em 14 de janeiro de 1741, com vários padres e religiosos, mas naufragou na barra da Casamansa em 22 de fevereiro, onde ficou cativo dos Fulas. Depois de sofrer vários ultrajes e calamidades, foi resgatado juntos com os demais náufragos em 11 de maio, em troca de cinco mil cruzados.
Em 8 de julho, partiu de Cacheu rumo às Ilhas, mas morreu no mar, após 13 dias de viagem.

## Obras
Nenhuma de suas obras chegaram aos nossos dias, pois naufragaram junto com o bispo em Casamansa.
- In Cantica Canticorum. fol.
- De Legibus. fol.
- De statu religioso, tam in communi, quàm in particulari. fol.
- De privilegiis Regularium tàm in communi, quàm in particulari.
- De electionibus Praelatorum Regularium. fol. 2. Tom.
- De potestate, & jurisdictione Praelatorum Regularium. fol.